# وريك
وريك هي قرية في مقاطعة سلماس، إيران. يقدر عدد سكانها بـ 130 نسمة بحسب إحصاء 2016.